# Лионел Кокс
Лионел Кокс (на френски: Lionel Cox) е белгийски състезател по спортна стрелба, който се състезава в дисциплината 50 m пушка от положение легнал.

## Биография
Той е роден на 7 ноември 1981 година в Серен, провинция Лиеж. Започва да тренира спортна стрелба през 1996 година. Работи като трудов инспектор в Столичен регион Брюксел. През 2012 година печели сребърен медал на 50 m пушка от положение легнал по време на Олимпийските игри в Лондон.